# Kevin Dotson
Kevin Dotson (West Point, 18 settembre 1996) è un giocatore di football americano statunitense che milita nel ruolo di offensive guard per i Los Angeles Rams della National Football League (NFL).

## Carriera

### Pittsburgh Steelers
Doctson al college giocò a football all'Università della Louisiana dal 2016 al 2019. Fu scelto dai Pittsburgh Steelers nel corso del quarto giro (135º assoluto) del Draft NFL 2020. Debuttò come professionista nel primo turno contro i New York Giants, entrando in campo come guardia destra dopo l'infortunio del titolare Stefen Wisniewski. Giocò la prima come titolare la settimana successiva contro i Denver Broncos. La sua stagione da rookie si concluse con 13 presenze, di cui 4 come partente.

### Los Angeles Rams
Il 27 agosto 2023 gli Steelers scambiarono Dotson, assieme a una scelta del quinto giro del 2024 e una del sesto giro del 2025, con i Los Angeles Rams per una scelta del quarto giro del 2024 e una del quinto giro del 2025. Fu nominato guardia destra titolare nella settimana 4 e lo rimase nel resto della stagione.
Il 7 marzo 2024 Dotson firmò un nuovo contratto triennale del valore di 48 milioni di dollari con i Rams.